# ژان-چارلز ناوری
ژان-چارلز ناوری (انگلیسی: Jean-Charles Naouri) (زاده ۸ مارس ۱۹۴۹) کارآفرین، بازرگان و مدیر ارشد اجرایی فرانسوی الجزایری‌تبار است، که در حال حاضر به‌عنوان مدیر عامل اجرایی شرکت گروپ کازینو فعالیت می‌کند.